# 青春謳歌 (3B LAB.☆の曲)
「青春謳歌」（せいしゅんおうか）は、3B LAB.☆の4枚目のシングルである。

## 解説
- 前作より4ヶ月ぶりにリリースされた、2004年第1弾シングル。

## 内容
1. 青春謳歌
イントロにはハープが使われている。岡平曰く、「友達の幸せを願う歌」。
2. サイを投げて走り出せ!
3. 起死回生のHOME RUN!
2005年の日比谷野外音楽堂で行われた野音ライブも歌われている。